# Opuntia feroacantha
Opuntia feroacantha là một loài thực vật có hoa trong họ Cactaceae. Loài này được Rose ex J.G. Ortega mô tả khoa học đầu tiên năm 1929.